# Restoue (Pyrénées-Atlantiques)
Pour les articles homonymes, voir Restoue.
Restoue est une ancienne commune française du département des Pyrénées-Atlantiques. Le 22 mars 1842, la commune fusionne avec Laguinge pour former la nouvelle commune de Laguinge-Restoue.

## Géographie

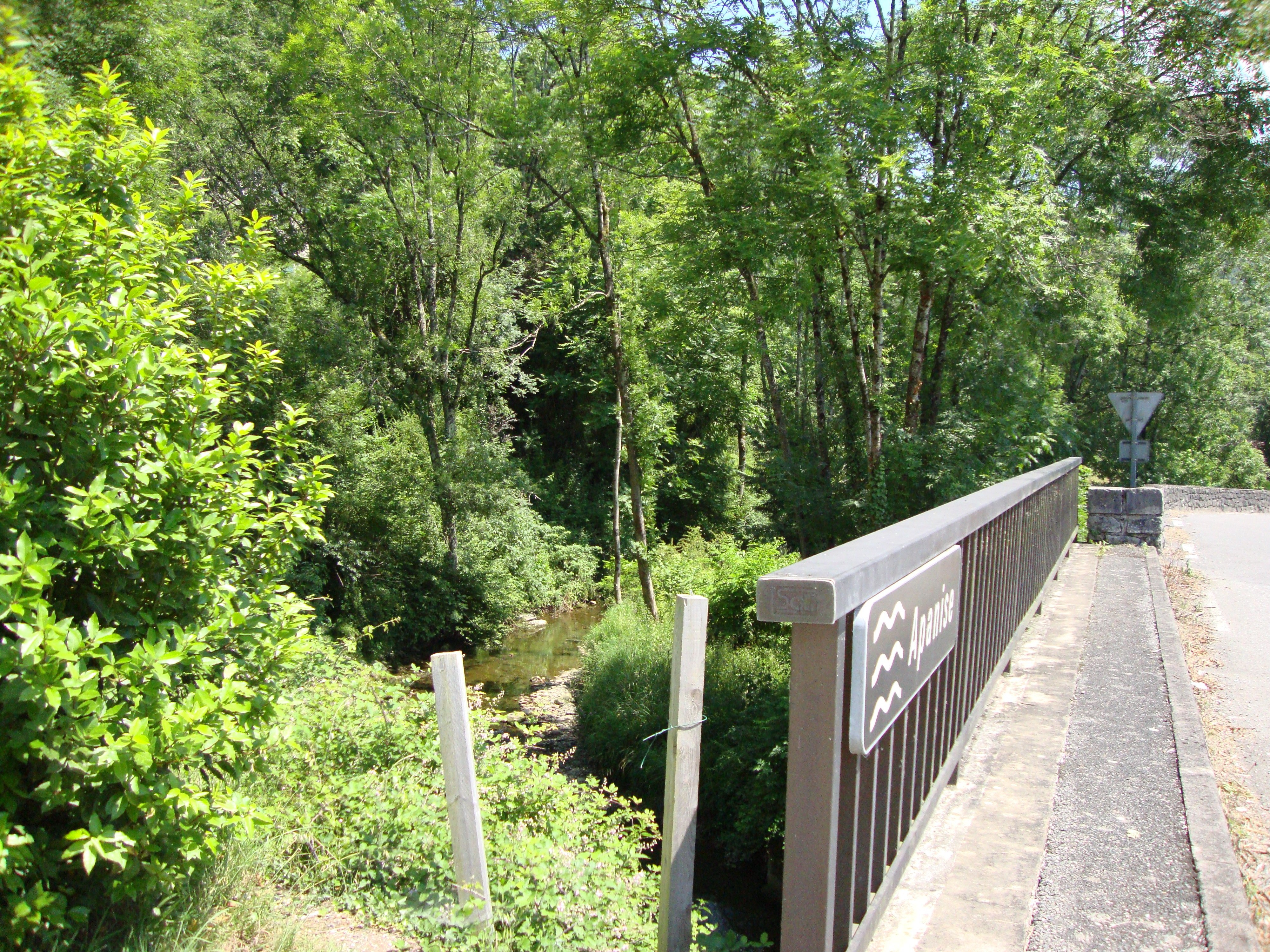
L'Apanise, petite rivière à Restoue

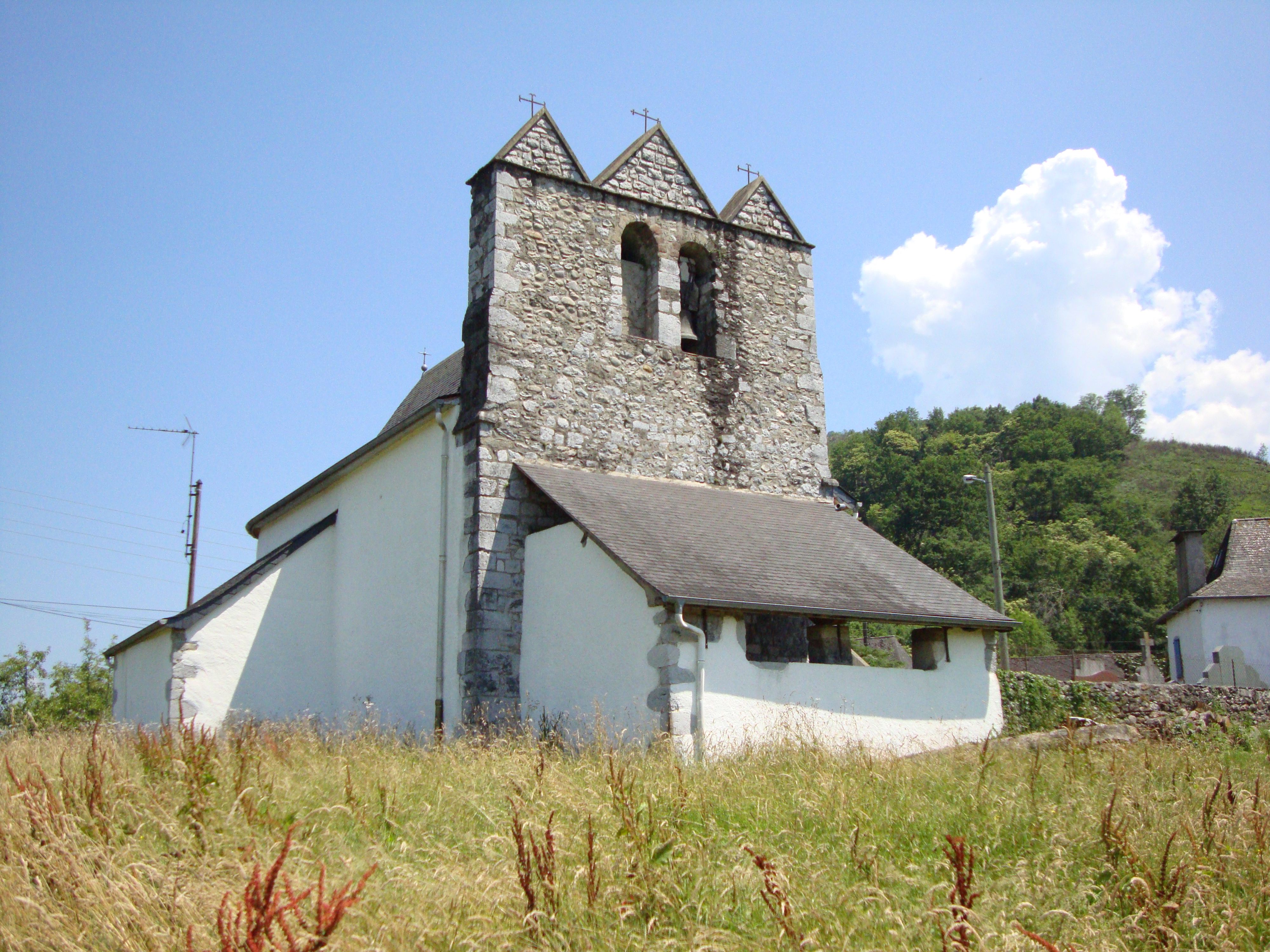
L'église trinitaire

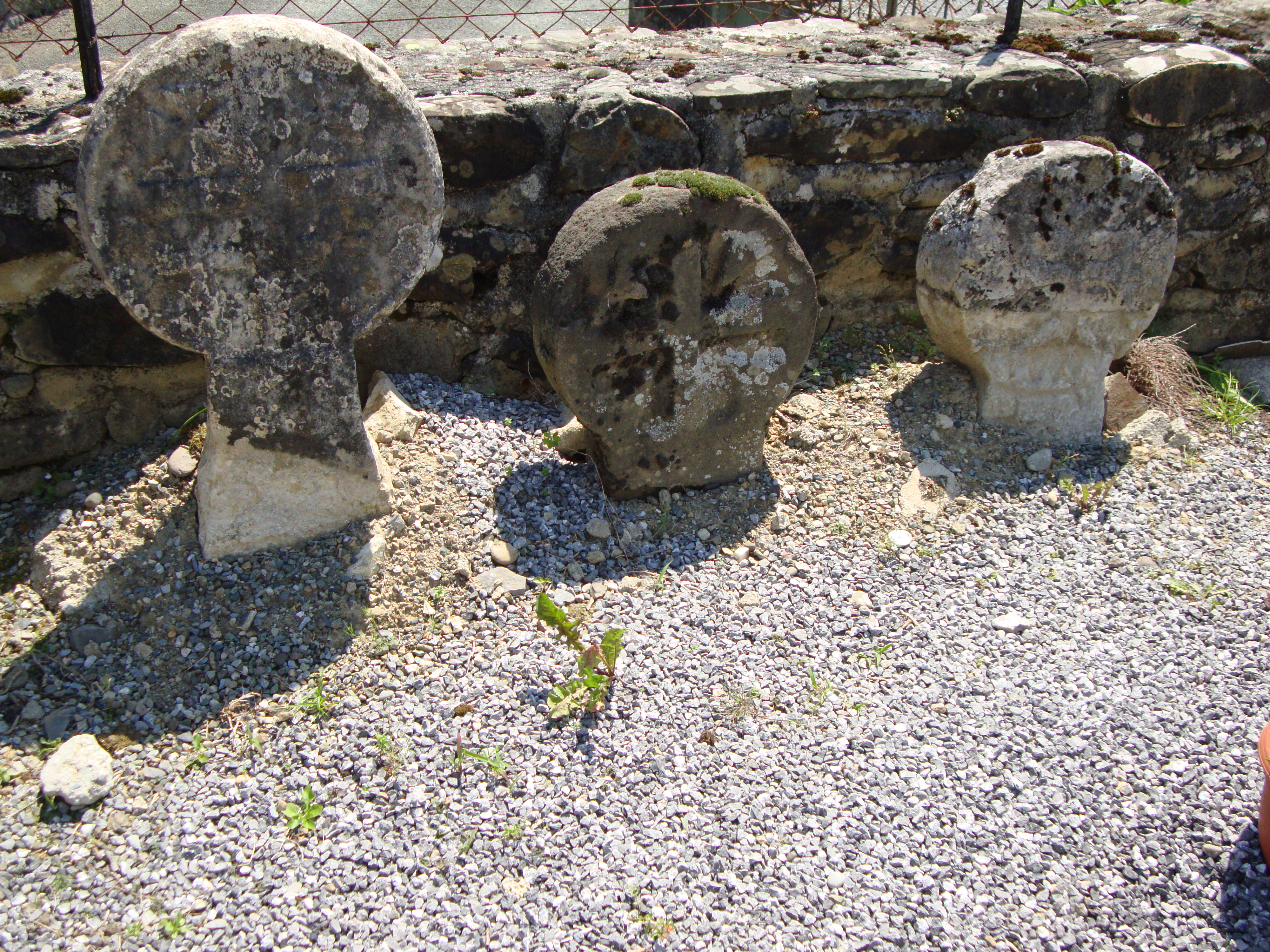
Stèles discoïdales

Restoue fait partie de la Soule.

## Toponymie
Le toponyme Restoue apparaît sous les formes 
Restoa (XIIIe siècle, collection Duchesne volume CXIV) et 
Restone (1801, Bulletin des lois).
Son nom basque est Astüe.

## Démographie
| 1793 | 1800 | 1806 | 1821 | 1831 | 1836 |
| ---- | ---- | ---- | ---- | ---- | ---- |
| 128  | 136  | 159  | 132  | 90   | 150  |

## Pour approfondir